# Трите Хикса
 Пол Майкъл Левек  известен като Трите Хикса (Triple H) е американски професионален кечист. Дебютира в WWE през март 1992. Печели 23 шампионски титли (5 пъти Световен шампион в тежка категория и 9 пъти шампион на федерацията). Участва в шоуто Първична сила на Световната федерация по кеч.
През кариерата си Трите Хикса претърпява 2 големи контузии. Едната е през 2002, другата в началото на 2007 на турнира „Новогодишна революция“. Отсъства няколко месеца (от януари до август). Завръща се на турнира „Лятно тръшване“ и побеждава Букър Ти. Участва в отборите „Еволюция“ с Батиста, Рик Светкавицата и Ренди Ортън, „Дегенерация Х“ с Шон Майкълс, X pac, Road Dogg, Chyna и др. Неговата завършваща хватка е „Педигри“. Също негово по-значимо постижение е спечелването на „Крал на ринга“ през 1997. Кралското меле той спечелва през 2002 и 2016.
На турнира Ответен удар през 2008, Трите Хикса става 12-кратен световен шампион, като печели за 7-и пореден път титлата на федерацията. Като част от един от сюжетите на Raw се жени за дъщерята на Винс Макмеън – Стефани Макмеън, която по-късно наистина му става съпруга.

## Професионална кеч кариера

### 2009 – 2010
През 2009 след един от многото мачове през дългата им вражда с Ренди Ортън и Наследниците, Краля на кралете намеква за завръщането на DX, той казва: „Ако не ви харесва имаме две думи за вас!“, полудялата публика в един глас отговаря „Духайте го!“. Следва телефонен разговор с оттеглилия се HBK, Играта го моли да се върне и да му помогне, тогава Сърцеразбивача отказва, следват още разговори без успех до момента, в който Трите Хикса не отива в сградата, в която Шон работи като готвач, там той го убеждава и още следващата седмица в Първична сила стават свидетели на една позната картинка.DX отново са заедно по-добри дори от началото на кариерите им. Набързо си оправят сметките с Наследниците, като ги унижават няколко пъти, а на Hell in a Cell ги побеждават по невероятен начин, след като почти цялото време Шон е затворен сам в клетката. Следва вражда с безспорните отборни шампиони, Грамадата и Джерико. На TLC DX ги побеждават в мач „маси, стълби и столове“ и по този начин за пръв път заедно стават шампиони по двойки и ги пребиват.

### Главен Оперативен Директор (2011 – 2013)
Няколко месеца по-късно, когато Шон Майкълс напуска федерацията, Трите Хикса отново набляга на индивидуалната си кариера. Води няколко битки с Шеймъс, като на Кечмания го побеждава, но на Екстремни правила бива жестоко наранен от Шеймъс и жестоко удрян със стоманена тръба. Въпреки нападението, той показва нечовешка издръжливост, самочувствие и гордост, като не позволява да го изнесат с носилка от ринга. Играта излиза в болнични. Трите X е с операция на сухожилието, след като бе разкъсано изработване на местния фитнес. Трите Х се завърна в Първична сила на 21 февруари 2011, прекъсвайки завръщането на Гробаря, като веднага след това го предизвика на мач на КечМания 27, който по-късно се превърна в No Holds Barred match. Седмица по-късно атакува Шеймъс и разби коментаторската маса, като по този начин му го върна, заради 10-месечната травма. На КечМания 27, Трите Х загуби, като по този начин последователността от победи на Гробаря на КечМания стана 19 – 0; но Гробаря беше изнесен на носилка, а Трите Х напусна ринга ходейки.
В края на RAW епизода на 18 юли, Трите Х се завърна от името на борда на директорите на WWE, за да облекчи работата на Винс Макмеън. След това той обяви, че е назначен да стане новият Главен Оперативен Директор (ГОД) на компанията. Това се случи точно когато CM Punk, бе взел титлата на федерацията и беше напуснал с нея. Въпреки това нов шампион бе коронясан, а Трите Х накара Punk да преподпише и така RAW стана с 2 шампиона на федерацията. Трите Х обяви, че ще бъде рефер на мача на Лятно Тръшване, където двете титли на федерацията ще бъдат обединени. Въпреки че Трите Х преброи туш в полза на CM Punk, крака на John Cena беше на въжетата, което би трябвало да спре туша. Независимо от това дългогодишния приятел на Трите Х – Кевин Наш атакува Punk, веднага след мача, което позволи на Алберто Дел Рио за стане новия шампион, кеширайки договора в куфарчето. Въпреки че, Пънк и Наш искаха мач един срещу друг, Трите Х уволни Наш, заради неподчинение и сам се вписа в No Disqualification мач срещу Пънк, като заложи позицията си на Главен Оперативен Директор. Въпреки намесата на Джон Луринайтис, Наш, Миз и Р-Трут, Трите Х победи Пънк. След неколкократни атаки на тези кечисти в различни мачове, повече служители във фирмата показаха, че нямат доверие на Трите Х. Винс Макмеън отново се завърна, за да заеме задълженията си в RAW а Трите Х остана ГОД. Той бе заместен като управител на RAW от Луринайтис, който го вписа в отборен мач срещу Миз и Р-Трут на Отмъщение. По време на мача, Наш атакува Трите Х, като направи същото и в RAWна следващата вечер на 24 октомври и го вкара в болницата. WWE по-късно обявиха, че Трите Х е получил фрактура на прешлените и ще отсъства. Трите Х се завърна на 12 декември, като част от Наградите Слами. На 18 декември, той победи Наш на МСС: Маси, стълби и столове в мач с чукове и стълби.
Трите Х се завърна в RAW на 30 януари 2012, за да оцени работата на Луринайтис като главен мениджър. Преди да може да каже решението си, той бе прекъснат от завръщащия се Гробар. Първоначално той отказваше ремача, за да не опетни завещанието на Гробаря. Но в крайна сметка се съгласи на мач, след като бе наричан страхливец, който живее в сянката на Шон Майкълс, с условието той да се проведе в Адската Клетка. Трите Х загуби този мач, който се проведе на КечМания 28.
Трите Х се завърна в RAW на 30 април, където отказа да подпише неразумно поискания договор от Брок Леснар, което накара Леснар да му счупи ръката. След 2 седмици той се завърна и сблъска с адвоката на Леснар, Пол Хеймън, който каза че Леснар ще заведе дело срещу WWE за нарушение на договора. След като си размениха няколко думи, Хеймън заплаши Трите Х с още едно дело за нападение и побой. На Без Изход през Юни, Трите Х предизвика Леснар на мач на Лятно Тръшване, въпреки че той не беше там. На следващата вечер в RAW, Пол Хеймън отказа мача от името на своя клиент. На 1000 епизод на RAW, Стефани Макмеън успя да убеди Хеймън за мач между нейния съпруг и Леснар. За да ядоса Трите Х още повече, Леснар счупи и ръката на най-добрия му приятел, Шон Майкълс, в RAW на 13 август. 6 дена по-късно на Лятно Тръшване, Леснар победи Трите Х чрез предаване, като отново счупи ръката му.
В RAW на 27 август, Трите Х щеше да говори за евентуалното си напускане, но не взе твърдо решение. В RAW на 17 декември, Трите Х се появи за Наградите Слами 2012 с новата си прическа.
Трите Х се върна в RAW на 25 февруари 2013, сбивайки се с Брок Леснар, който се опита да нападне г-н Макмеън. Заради побоя, Леснар бе с разцепена глава, която за да бъде затворена бяха нужни 18 шева. На следващата седмица, Трите Х предизвика Леснар на ремач, който да се състои на КечМания 29. Леснар прие мача, но с условие той да избере стипулацията на мача. Следващата седмица, след като Трите Х подписа договора за мача и нападна Пол Хеймън, стипулацията за мача е обявена – No Holds Barred match, като ще бъде заложена кариерата на Трите Х. Трите Х спечели мача, като използва педигри върху железните стълби. В RAW на 15 април, Хеймън предизвика Трите Х да се изправи срещу Леснар в мач със стоманена клетка на Екстремни Правила, който Трите Х прие следващата седмица. В крайна сметка Трите Х загуби мача на шоуто, което се проведе на 19 май, след намесване на Хеймън. Също така по време на мача Трите Х нарани челюстта си.
На следващия RAW, Трите Х имаше мач с новия клиент на Пол Хеймън – Къртис Аксел, но поради сътресение се отказа от мача. Въпреки че беше физически здрав преди 3 юни, Винс и Стефани Макмеън не позволиха на Трите Х да се бие с Аксел, позовавайки се на опасения за неговото благосъстояние и безопасността на децата му. Като отговор, Трите Х си тръгна от арената и се закани да се върне следващата седмица. В следващия епизод на РАУ, Трите Х загуби от Аксел, когато Винс Макмеън го дисквалифицира, нареждайки на Аксел да слезе от ринга, след което взе гонга и микрофона, за да не може да бъде рестартиран мача.

### Властта (2013 – 2016)
В РАУ на 12 август, Трите Х съобщи, че той ще бъде специалния гост рефер на главния мач на Лятно Тръшване: мач за титлата на федерацията, между шампиона Джон Сина и Даниъл Брайън, преди да забоде педигри на Брад Мадокс. На събитието, след като Брайън спечели мача и титлата, Трите Х му направи педигри, за да може Ранди Ортън да кешира своя договор в куфарчето и да стане новия шампион. И така Трите Х стана злодей за първи път от 2006 насам. Заедно със съпругата си Стефани, формираха Властта, използвайки Щитът като правоприлагащи органи и по-късно Кейн като Директор на Операциите.
В следващите седмици той слагаше всеки кечист, в хендикап мачове, който не бе съгласен с неговите решения, такива като Грамадата и Долф Зиглър, дори уволни Коуди Роудс, като отмъщение за наглост от негова страна. В РАУ на 7 октомври, след като „уволни“ Грамадата, той го повали с юмрук и Трите Х бе изнесен от рефери извън арената. На Наградите Слами 2013, Трите Х веднага направи педигри на Ортън след като Брайън го бутна и той повали Стефани Макмеън.
На КечМания 30, Трите Х загуби от Брайън, като по този начин предостави на Брайън мач за титлата срещу Батиста и шампиона Ранди Ортън. След мача Трите Х нападна Брайън и по-късно се опита да попречи на Брайън да спечели титлата като се намеси в главния мач. Дори върна Скот Армстронг като подкупен рефер, но тези опити бяха неуспешни, защото Брайън спечели титлата, карайки Батиста да се предаде. С цел да прекрати рейна на Брайън, Трите Х реформира Еволюция с Ортън и Батиста в Разбиване на 18 април, но Брайън остана шампион след като Щитът се обърна срещу Властта. На Екстремни правила, Еволюция загуби от Щитът и отново на Разплата в елиминационен мач без никакви ограничения. В РАУ на 2 юни, Батиста напусна след като Трите Х отказа да му даде мач за Световната титла в тежка категория на федерацията. След това Трите Х пусна в действие наговия „План Б“, който бе Сет Ролинс, да се обърне срещу Щитът и да се присъедини към Властта.
В РАУ на 27 октомври, Трите Х предложи на Джон Сина да се присъедини към Властта, но Сина отказа. Това накара Трите Х да направи 5-на-5 отборен елиминационен мач на Сървайвър, като отбора на Властта ще се изправи срещу отбора на Сина. В РАУ на 3 ноември, г-н Макмеън съобщи, че ако отбора на Властта загуби, ще им бъде отнета възможността да управляват. В Разбиване на 21 ноември, Трите Х обяви, че ако отбора на Сина загуби, всичко участници в отбора му, освен Сина ще бъдат уволнени. На Сървайвър, Грамадата се присъедини към Властта, предавайки Сина, но Стинг направи своя WWE дебют, атакувайки подкупения рефер Скот Армстронг и Трите Х. Стинг помогна на Долф Зиглър да тушира Сет Ролинс, като по този начин отбора на Сина спечели и Властта бе свалена.
След като бяха свалени преди месец, Ролинс накара Сина да върне Властта, в РАУ на 29 декември, като заедно с Грамадата държаха за заложник Острието. В РАУ на 19 януари, Сина победи Ролинс, Кейн и Грамадата в хендикап мач, с помощта на Стинг, който разсея Властта. Така Сина тушира Ролинс и успя да върне обратно на работа Зиглър, Райбак и Ерик Роуън, които бяха уволнени преди две седмици от Трите Х и Стефани. На 26 януари, бе официално оповестено от сайта на федерацията, че Трите Х иска да срещтне очи в очи със Стинг на Бързата лента, като Стинг прие поканата му. На срещата им, Стинг предизвика Трите Х на мач на КечМания 31, който Трите Х прие. На КечМания, Трите Х победи Стинг след намеса на Д-генерация-Х, но след мача двамата си стиснаха ръцете. След мача си със Стинг, той и Стефани Макмеън се сблъскаха със Скалата и Ронда Раузи, по време на промо свързано с рекордната публика.
През 2015, Трите Х продължи да бъде лидер на Властта и бе замесен между проблемите на Сет Ролинс и Кейн. През лятото, Трите Х започна да тества Ролинс, като го караше да защитава титлата си срещу Роуман Рейнс, Брок Леснар, Джон Сина и Стинг.
След като Ролинс получи легитимна тежка травма на коляното на събитие на живо, Световната титла в тежка категория на федерацията бе овакантена. Бе направен турнир, за да бъде коронясан новия шампион на Сървайвър.
В РАУ на 9 ноември, Трите Х предложи на Рейнс да го прати директно на финала на турнира ако се присъедини към Властта, но Рейнс отказа. На турнира, Рейнс победи Дийн Амброуз във финала на турнира, за да стане новият Световен шампион в тежка категория на федерацията. Трите Х излезна, за да поздрави Рейнс, но бе промушкан с копие, което позволи на Шеймъс, да кешира своя договор в куфарчето. Шеймъс успя бързо да победи Рейнс и стана новият шампион, като по този начин се присъедини към Властта.
Властта направи реванш за титлата между Рейнс и Шеймъс в РАУ на 30 ноември, като направи стипулация, в която ако Рейнс не победи в рамките на 5 минути и 15 секунди (толкова колкото беше рейна му като шампион), Дийн Амброуз и Братята Усо, ще загубят Интерконтиненталната титла и титлата за отбори на федерацията. Рейнс спечели чрез дискфалификация, позволявайки на Амброуз и на Братята Усо да запазят титлите си. На МСС: Маси, стълби и столове, Шеймъс запази титлата си срещу Рейнс, подари намеса на Лигата на Нациите. След мача, Рейнс „полудя“ и нападна както Шеймъс, така и Трите Х, който дойде за да го успокои. Поради наранявания, причинени от Рейнс, Трите Х се махна за неопределено време от телевизията.
Трите Х се завърна в мача Кралско меле, на турнира Кралски грохот, в който беше заложена Световната титла в тежка категория на федерацията, под номер 30. След като елиминира, защитаващият титлата си, Роуман Рейнс, той елиминира и Дийн Амброуз, за да спечели титлата. Като по този начин Трите Х спечели вторият си Кралско меле мач и стана 14 кратен световен шампион. След като счупи носа на Рейнс, Трите Х бе предизвикан от Дийн Амброуз, който той победи на Roadblock, за да защити титлата си. На КечМания 32, Трите Х загуби титлата си (прекратявайки рейна му на 70 дена) срещу Рейнс, който бе спечелил шанса си да се бори за нея като тушира Дийн Амброуз в мач тройна заплаха на Бързата лента, в който също участваше и Брок Леснар.

### Временни появявания (2016-настояще)
След КечМания 32, като Властта бе разформирана, Трите Х замина да се бие на WWE Live tour във Великобритания през късния Април. Трите Х си взе почивка от WWE телевизията, но все още се появяваше в NXT и WWE Cruiserweight Classic събитията. В РАУ на 29 август, Трите Х направи своето завръщане в телевизията, като се намеси в главния мач за Универсалната Титла на WWE, правейки педигри на Роуман Рейнс и Сет Ролинс, като по този начин подари победата и новата У
Титла на Кевин Оуенс.

## Титли и постижения
International Sports Hall of Fame
- Избран за 2015

International Wrestling Federation
- Шампион в тежка категория на IWF (1 път)
- Отборен шампион на IWF (1 път) – с Пери Сатърн

Pro Wrestling Illustrated
- Вражда на годината (2000) срещу Кърт Енгъл
- Вражда на годината (2004) срещу Крис Беноа
- Вражда на годината (2009) срещу Ренди Ортън
- Вражда на годината (2013) срещу Даниъл Браян – като член на Органът
- Мач на годината (2004) срещу Крис Беноа и Шон Майкълс на Кеч мания XX
- Мач на годината (2012) срещу Гробаря в Мач ад в клетка на Кеч мания XXVIII
- Най-мразеният кечист на Десетилетието (2000 – 2009)
- Най-мразеният кечист на годината (2003 – 2005)
- Най-мразеният кечист на годината (2013) – като член на Органът
- Най-мразеният кечист на годината (2014) – със Стефани Макмеън
- Кечист на Десетилетието (2000 – 2009)
- Кечист на годината (2008)
- PWI го класира като No. 1 от топ 500 единични кечисти през 2000 и 2009
- PWI го класира като No. 139 от топ 500 единични кечисти през 2003

World Wrestling Federation/Entertainment/WWE
- Отборен шампион на Първична сила (1 път) – с Шон Майкълс
- Световен шампион в тежка категория (5 пъти)
- Шампион на WWE (9 пъти)
- Интерконтинентален шампион на WWE (5 пъти)
- Европейски шампион на WWE (2 пъти)
- Световен Отборен шампион на WWE (2 пъти) – с Ледения Стив Остин (1) и Шон Майкълс (1)
- Крал на ринга (1997)
- Кралско меле (2002, 2016)
- Път към Турнира Кеч мания (2006)
- Седми шампион Тройна корона
- Секундарен Гранд Слами шампион
- Награди слами (3 пъти)
  - Най-добра Коса (1997)
  - Мач на годината (2012) – срещу Гробаря в Ад в клетка на WrestleMania XXVIII
  - OMG Момент на годината (2011) – Трите Хикса прилага Надгробен Камък на Гробаря и Гробаря се изправя на WrestleMania XXVII
- Член на Залата на Славата (2019, 2025)

Wrestling Observer Newsletter
- Най-добър букмейкър (2015) с Райън Уорд
- Вражда на годината (2000) срещу Мик Фоли
- Вражда на годината (2004) срещу Крис Беноа и Шон Майкълс
- Вражда на годината (2005) срещу Батиста
- Кечист на годината (2000)
- Най-отвратителна промоционална тактика (2002) – Обвинява Кейн за убийство и некрофилия (Кати Вик)
- Най-преувеличен (2002 – 2004, 2009)
- Най-любимият Кечист на почитателите (2002, 2003)
- Най-лоша Вражда на годината (2002) срещу Кейн
- Най-лоша Вражда на годината (2006) с Шон Майкълс срещу Винс Макмеън и Шейн Макмеън
- Най-лош Мач на годината (2003) срещу Скот Щайнер на Кралско меле
- Най-лош Мач на годината (2008) срещу Острието и Владимир и Владимир Козлов на Сървайвър
- Информационен бюлетин за наблюдателна зала „Зала на славата“ (Избран за 2005)

Other awards
- Награден за Метален чук „Духът на Леми“ (2016)

## Хватки
- Педигри
- Захвата цифрата 4
- ДЕ-ДЕ-ТЕ
- Въртящ гръбнакотрошач
- Саблен удар
- Приспивателно
- Вратотрошач
- Лице разбивач
- Суплекс
- Надгробен камък (копирано от Гробаря)